# 馬薩迪斯 (緬因州)
馬薩迪斯（英語：Masardis）是一個位於美國緬因州阿魯斯圖克縣的市鎮。

## 人口
根據2020年美國人口普查的數據，馬薩迪斯的面積為103.39平方千米，當中陸地面積為100.31平方千米，而水域面積為3.08平方千米。當地共有人口204人，而人口密度為每平方千米2人。